# 濁捲舌邊擦音
濁捲舌邊擦音（Voiced retroflex lateral fricative）是一種輔音，使用於一些口語中。國際音標（IPA）沒有給出專屬此音的音標，但可以透過在捲舌邊近音⟨ɭ⟩後加上較高符號⟨◌̝⟩而寫成⟨ɭ˔⟩。依照相同的方法，其等價的X-SAMPA音標可以寫作l`_r。

## 特徵
濁捲舌邊擦音的特徵包括：
- 調音方法是摩擦，表示氣流通過位於調音部位的狹窄通道，發生湍流。

- 調音部位是捲舌，以舌尖和上顎前部接觸以形成對氣流的阻礙而調音。

- 發聲類型是濁音，意味着發音時聲帶顫動。

- 本輔音是口腔輔音（口音），表示調音時空氣只從口裡流出。
- 調音方法是邊音，氣流從舌兩側流過，而不從中部流過。
- 氣流機制是肺部氣流，即由肺與橫膈膜驱动空气。

## 出現於
| 語言 | 語言 | IPA        | 意思       | 註釋 |
| ---- | ---- | ---------- | ---------- | ---- |
| 奧語 | 奧語 | [ 比如？ ] | [ 比如？ ] |      |

## 外部鏈結
- 在PHOIBLE上搜尋含有[ɭ˔]的語言